# Soraia Chaves

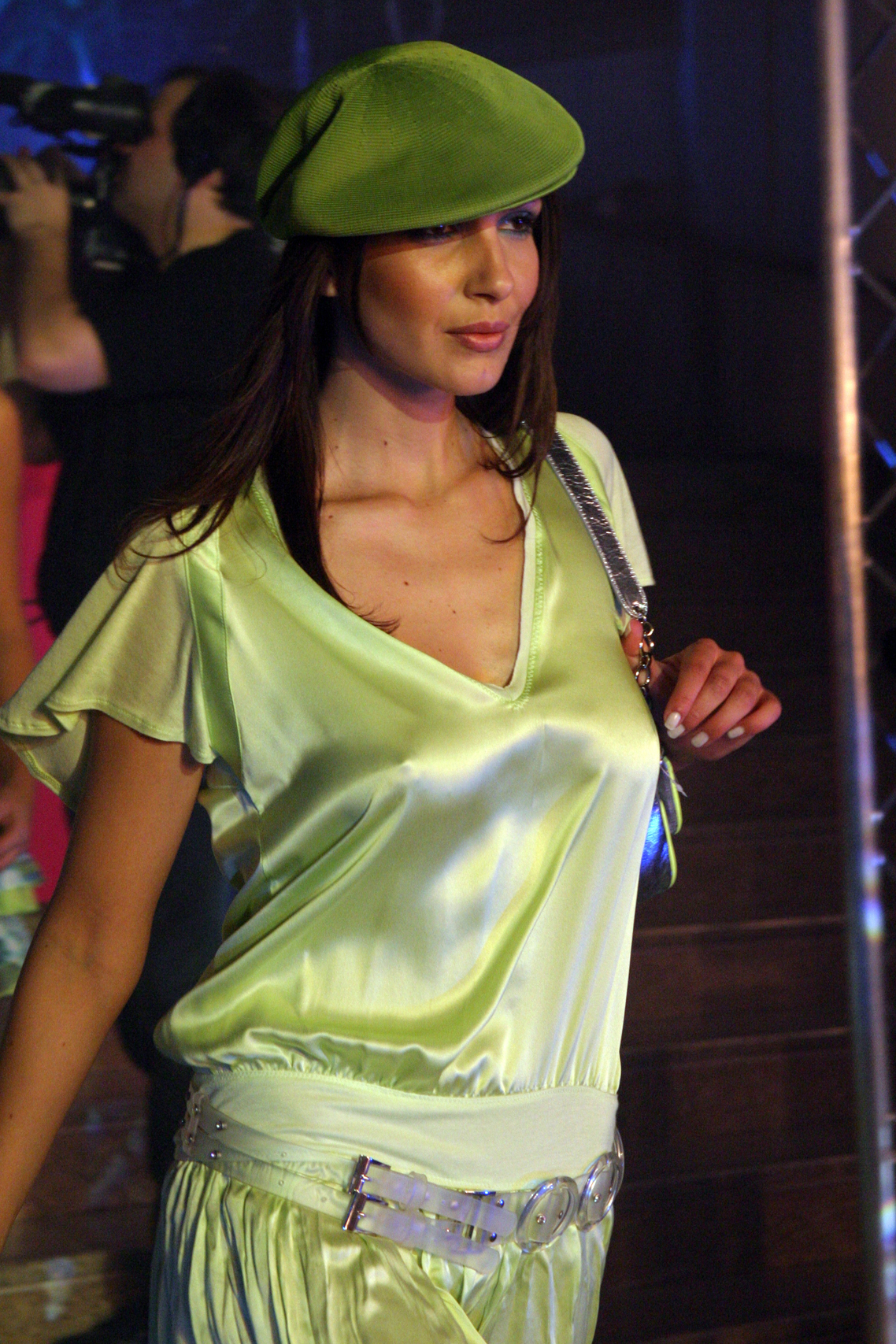
Soraia Chaves auf der Portugal Fashion 2005

Soraia Chaves (* 22. Juni 1982 in Lissabon) ist ein portugiesisches Model und Schauspielerin.

## Leben
Bei einem ihrer Auftritte im Zirkus ihrer Familie wurde sie als Model entdeckt, und fing bereits mit 14 Jahren an, zu modeln. Sie galt in Portugal Anfang der 2000er Jahre als Topmodel und war Covergirl für verschiedene Zeitschriften, u. a. für das FHM-Magazin. Für ihre erste Schauspielrolle verpflichtete sie der ehemalige Fernsehregisseur Carlos Coelho da Silva. Seine Verfilmung des Romans Das Verbrechen des Paters Amaro von Eça de Queiroz als O Crime do Padre Amaro (2005) wurde ein großer Erfolg, und ist noch im Mai 2012 der erfolgreichste portugiesische Film seit 2004. Der Regisseur António-Pedro Vasconcelos sah sie in dem Film und verpflichtete sie als Hauptdarstellerin für zwei Filme (Call Girl 2007 und A Bela e o Paparazzo 2010), in denen sie auch schauspielerisch überzeugte. Beide Filme wurden ebenfalls Kinoerfolge in Portugal (unter den 10 erfolgreichsten portugiesischen Filmen seit 2004), und etablierten sie als Schauspielerin. Ihre Bekanntheit nahm in der Folge weiter zu, nachdem sie als Model und durch Fernsehauftritte bereits bekannt geworden war. Sie zählt inzwischen zu den bekanntesten Persönlichkeiten der portugiesischen Unterhaltungsbranche.
Für ihre Rolle in Call Girl gewann sie 2007 den Globo de Ouro.

## Filmografie
- 2005: O Crime do Padre Amaro; R: Carlos Coelho da Silva
- 2006–2008: Aqui Não Há Quem Viva (TV-Serie)
- 2007: Jura (TV-Serie)
- 2007: Call Girl; R: António-Pedro Vasconcelos
- 2008: Arte de Roubar; R: Leonel Vieira
- 2009: A Vida Privada de Salazar (TV-Mehrteiler)
- 2009: King Conqueror; R: José Antonio Escrivá
- 2010: A Bela e o Paparazzo; R: António-Pedro Vasconcelos
- 2010–2011: Voo directo (TV-Serie)
- 2011: A Divisão Social do Trabalho – Adam Smith (Kurzfilm); R: Fátima Ribeiro
- 2011: Rosa Fogo (TV-Serie)
- 2011: Barcelona, ciutat neutral (TV-Serie)
- 2012: La chambre jaune (Kurzfilm); R: André Godinho
- 2012: Lines of Wellington – Sturm über Portugal; R: Valeria Sarmiento
- 2012: Perdidamente Florbela (TV-Serie)
- 2012–2013: Dancin´ Days (TV-Serie)
- 2013: Real Playing Game; R: Tino Navarro, David Rebordão
- 2014: Ponto Morto (Kurzfilm); R: André Godinho
- 2015: Amor Impossível; R: António-Pedro Vasconcelos
- 2015–2016: Poderosas (TV-Serie)
- 2016: Terapia; R: Patrícia Sequeira
- 2016: Vermelho Russo; R: Charly Braun
- 2017: Mata Hari (TV-Serie)
- 2018: Linhas de Sangue; R: Sérgio Graciano, Manuel Pureza
- 2018: Moscatro (Kurzfilm); R: Patrícia Maciel
- 2018–2019: Alma e Coração (TV-Serie)
- 2018–2022: Três Mulheres (TV-Serie)
- 2019: Um Desejo de Natal (Fernsehfilm); R: Patrícia Sequeira
- 2020: A Generala (TV-Serie)
- 2021–2022: A Serra (TV-Serie)
- 2022: Sequia (TV-Serie)
- 2022: Um Filme em Forma de Assim; R: João Botelho
- 2022: Operation Marea Negra (TV-Serie)
- 2022–2023: Sangue Oculto (TV-Serie)
- 2023: Cavalos de Corrida (TV-Serie)
- 2023: Sombras Brancas
- seit 2023: Operación Marea Negra (TV-Serie)
- 2024: Irreversível (TV-Serie)
- 2024: A Promessa (TV-Serie)